# Basella alba
La espinaca de Malabar o espinaca china (Basella alba) es una especie de la familia Basellaceae.

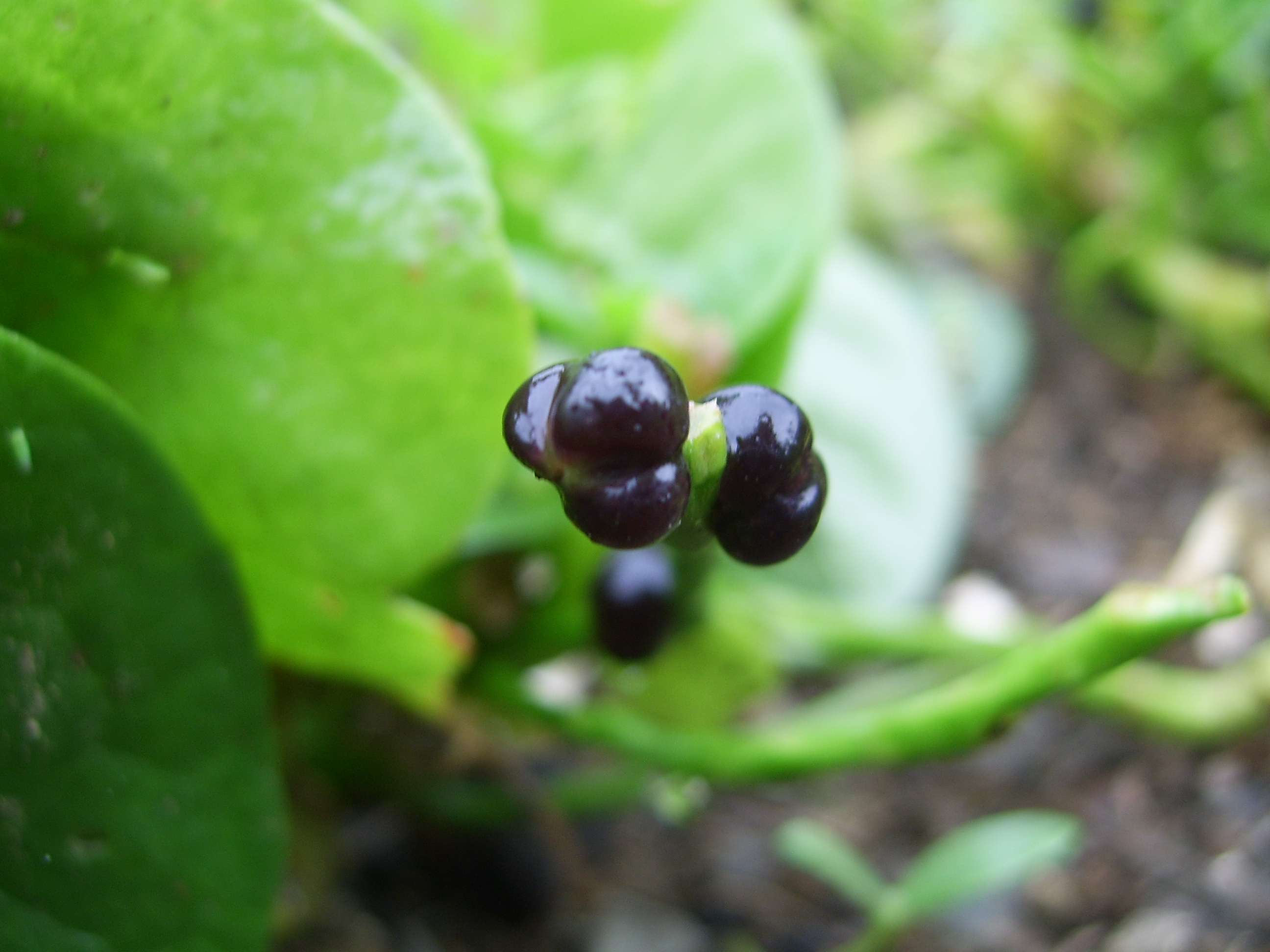
Frutos.

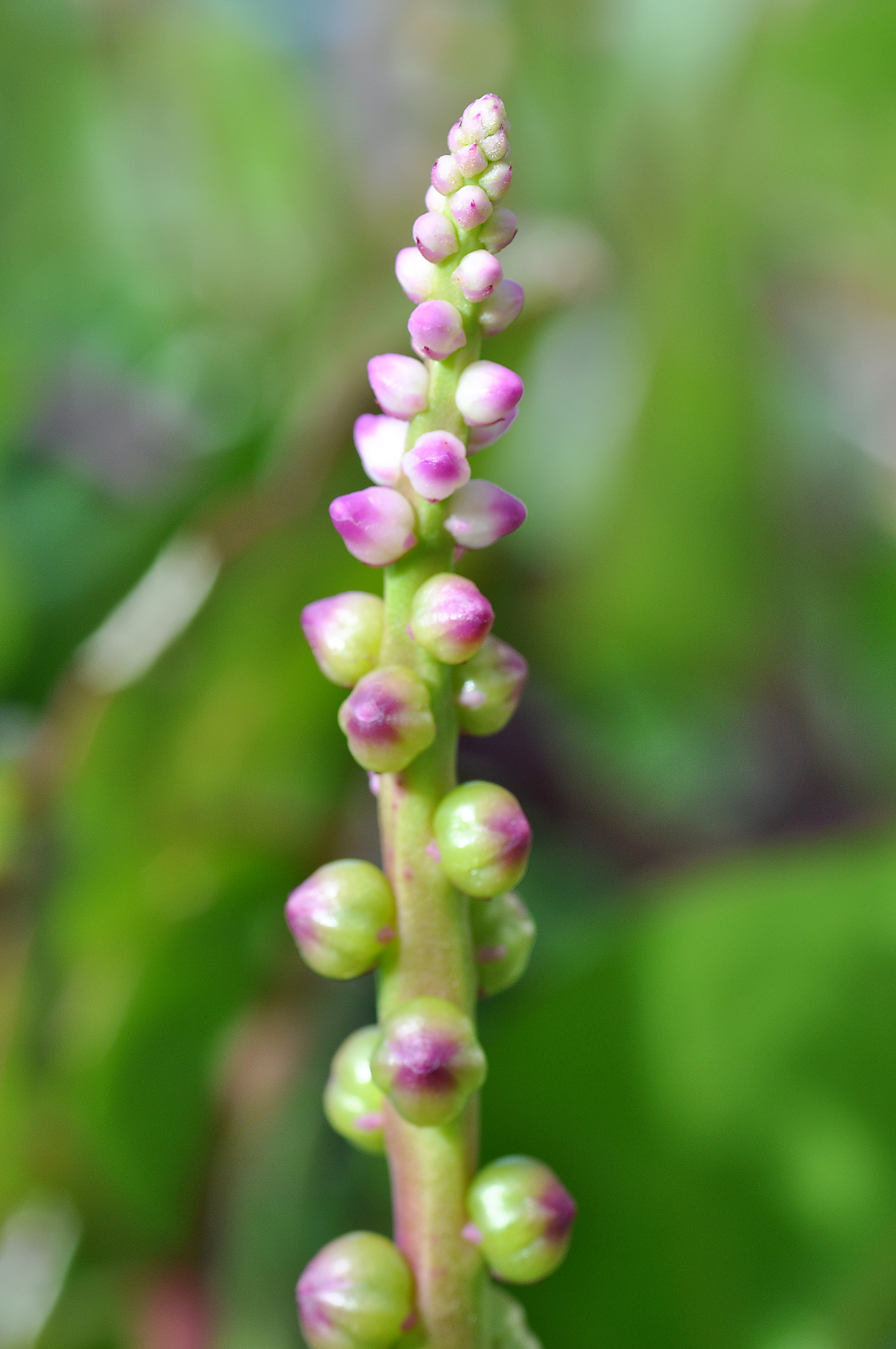
Inflorescencia.

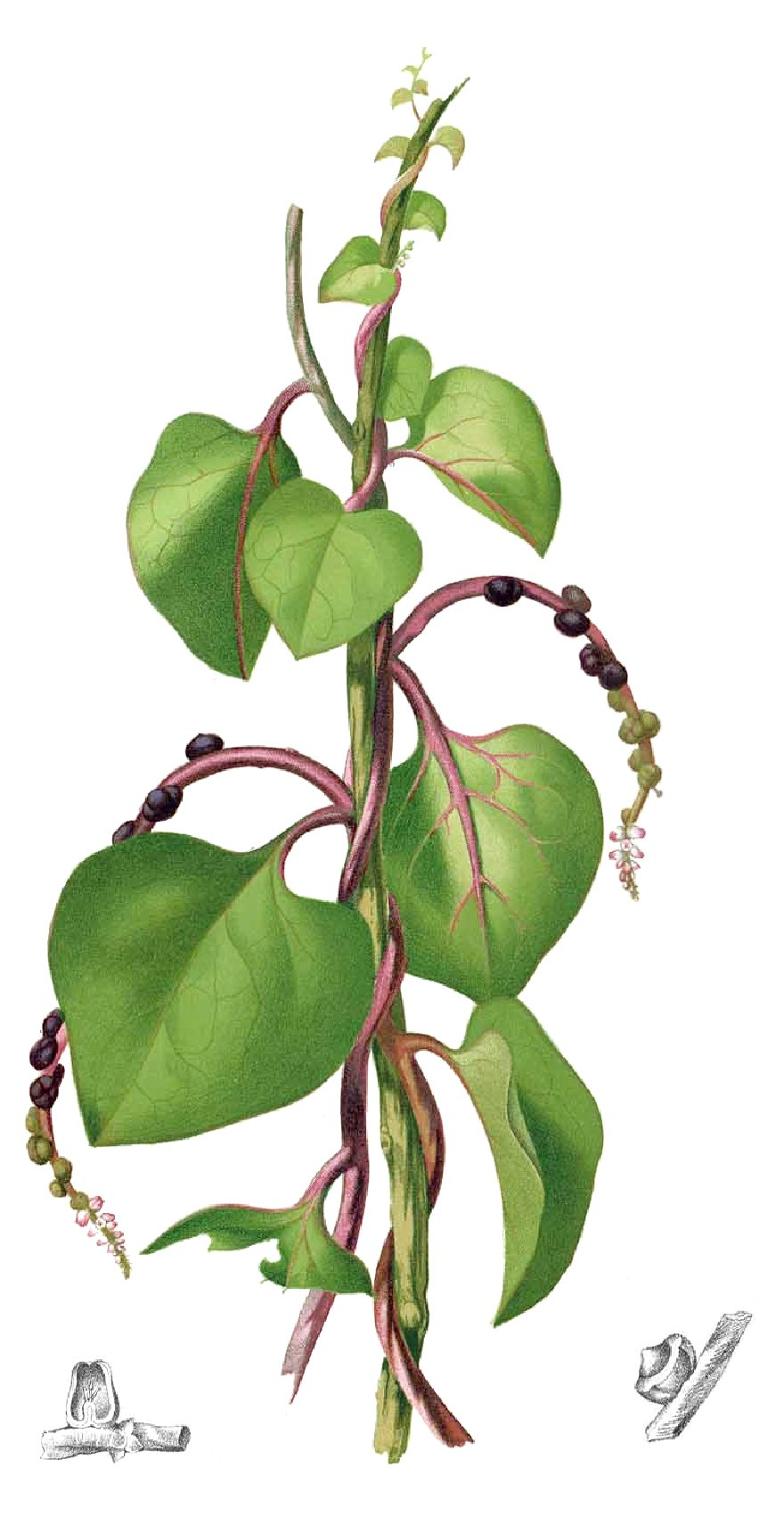
Ilustración.

## Descripción
Tiene hojas de 25-65(-80) × 25-55 mm, la base cortamente angostada a truncada o ligeramente cordata, la lámina cortamente decurrente en los pecíolos, el ápice redondeado-obtuso con una nervadura principal excurrente; pecíolo (2-)5-15(-18) mm, frecuentemente rojizo. Inflorescencias de 20-60(-115) mm, con flores frecuentemente agrupadas hacia el ápice; brácteas 1-2 × 0.7-1.2 mm, con la nervadura media oscura, excurrente en el ápice; bractéolas 1.4-1.6 × 0.9-1 mm, agudas. Sépalos 3-4 × 2-2.5 mm, anchamente ovado-elípticos, curvados alrededor de la corola, matizados de rosado hacia la punta; pétalos 1.9-2 mm, ovados, fusionados hacia la base, los márgenes disparejos; estambres erectos, los filamentos 1-1.2 mm, las anteras 0.8-0.9 mm; ovario 0.7-0.9 mm; estilos 0.5-0.8 mm. Fruto 3.5-5 mm de diámetro (4-7 mm de diámetro incluyendo al perianto), brillante, pardo.

## Usos
Es una enredadera perenne, popular en varios países tropicales por su hoja comestible, no relacionada con la espinaca terrera comúnmente conocida. Muy usada en la cocina asiática; en la gastronomía de China se le conoce como "verdura de las corrientes de agua" (潺菜, Mandarín chāncài, Cantonés saan choy, shan tsoi); "malva caída" (落葵 Mandarin luokui, Cantonese lor kwai), "oreja de bosque" (木耳菜 muercai) y "hoja del emperador" (帝王菜 diwangcai).
Las posibilidades culinarias de la espinaca de Malabar incluyen su uso para espesar sopas, para frituras o guisos con ajo y chiles, en ensaladas o en cocidos al vapor con queso de soja y jengibre.
De rápido crecimiento, alcanza hasta 10 m de largo, se puede propagar por semillas o esquejes. Sus hojas gruesas, semi-suculentas, en forma de corazón tienen un sabor suave y una textura mucilaginosa. Como otras verduras es rica vitamina A y además en vitamina C, hierro, y calcio. Tiene bajo contenido de calorías, y relativamente alto de proteínas por caloría. Es una fuente particularmente rica de fibra dietética. También es rica en clorofila, que contribuye a la elaboración de la sangre.
Los frutos contienen un tinte rojo que se ha utilizado para los sellos oficiales. Se ha utilizado también como labial y como colorante de alimentos.

## Taxonomía
Basella alba fue descrita por Carlos Linneo y publicado en Species Plantarum 1: 272. 1753.
Sinonimia
- Basella rubra L., Sp. Pl.: 272 (1753).
- Basella lucida L., Syst. Nat. ed. 10, 2: 966 (1759).
- Basella japonica Burm.f., Fl. Indica: 76 (1768).
- Basella cordifolia Lam., Encycl. 1: 382 (1785).
- Basella nigra Lour., Fl. Cochinch.: 183 (1790).
- Basella crassifolia Salisb., Prodr. Stirp. Chap. Allerton: 153 (1796).
- Basella volubilis Salisb., Prodr. Stirp. Chap. Allerton: 153 (1796).
- Basella ramosa J.Jacq. ex Spreng., Syst. Veg. 1: 950 (1824).
- Basella cananifolia Buch.-Ham. ex Wall., Numer. List: 6961 (1832), nom. nud.
- Gandola nigra (Lour.) Raf., Sylva Tellur.: 60 (1838).
- Basella rubra var. virescens Moq. in A.P.de Candolle, Prodr. 13(2): 223 (1849).[2]
- Gandola alba Rumph. ex L.
- Gandola rubra Rumph. ex L.[3]

## Otros nombres comunes
- bledo de Angola, gandola de la India[4]